# Bonzo Dog Doo-Dah Band
The Bonzo Dog Doo-Dah Band (også kendt som The Bonzo Dog Band) er en britisk musikgruppe, der blev dannet af en gruppe britiske kunstskole-elever i 1960'erne. De kombinerer elementer fra varieté, traditionel jazz og psykedelisk pop med surrealistisk humor og avantgarde-kunst. Gruppen blev for alvor kendt i 1968 via deres medvirken i ITV komedieshow Do Not Adjust Your Set.

## Diskografi

### Studiealbums
- 1967 Gorilla (som The Bonzo Dog Doo-Dah Band)
- 1968 The Doughnut in Granny's Greenhouse (chart #40) (udgivet som Urban Spaceman i USA) (som Bonzo Dog Band)
- 1969 Tadpoles (chart #36) (som Bonzo Dog Band)
- 1969 Keynsham (som Bonzo Dog Band)
- 1972 Let's Make Up and Be Friendly (som Bonzo Dog Band)
- 2007 Pour l'Amour des Chiens (som The Bonzo Dog Doo-Dah Band)

### Singler
- 1966 "My Brother Makes the Noises for the Talkies" / "I'm Going to Bring a Watermelon to My Girl Tonight" (Parlophone R5430)
- 1966 "Alley Oop" / "Button Up Your Overcoat" (Parlophone R5499)
- 1967 "Equestrian Statue" / "The Intro and The Outro" (Liberty LBF 15040)
- 1968 "I'm the Urban Spaceman" / "The Canyons Of Your Mind" (UK Singles Chart: #5) (Liberty LBF 15144)
- 1969 "Mr. Apollo" / "Ready-Mades" (Liberty LBF 15201)
- 1969 "I Want to Be with You" / "We Were Wrong" (Liberty LBF 15273)
- 1970 "You Done My Brain In" / "Mr Slater's Parrot" (Liberty LBF 15314)
- 1972 "Slush" / "Music From Rawlinson End" (United Artists UP 35358) (single credited to Neil Innes) (withdrawn from release)
- 1972 "Slush" / "Slush" (U.S.) (United Artists UP 50943) (promotional version)
- 1972 "Slush" / "King of Scurf" (U.S.) (United Artists UP 50943)
- 1992 "No Matter Who You Vote For, The Government Always Gets In (Heigh Ho)" CD EP Single (China Records WOK 2021)

### Opsamlinger og andet
- 1970 The Best of the Bonzos
- 1971 The Alberts, The Bonzo Dog Doo Dah Band, The Temperance Seven
- 1971 Beast of the Bonzos
- 1974 The History of the Bonzos
- 1983 Some of the Best of the Bonzo Dog Band
- 1984 The Very Best of the Bonzo Dog Doo-Dah Band
- 1990 The Bestiality of the Bonzos
- 1990 The Best of the Bonzo Dog Band
- 1990 The Peel Sessions
- 1992 Cornology (3-CD set)
- 1995 Unpeeled
- 1999 Anthropology: The Beast Within
- 2000 New Tricks
- 2002 The Complete BBC Recordings (revised re-release of Unpeeled)
- 2006 Wrestle Poodles... And Win! (live album)
- 2007 Expanded EMI remasters of all five original studio LPs
- 2011 A Dog's Life (3-CD set - revised re-release of Cornology using the 2007 remasters)
- 2013 Two Original Classic Albums (budget re-release of Gorilla and Doughnut remasters)